# Aino Aalto
Aino Maria Marsio-Aalto (født Aino Maria Mandelin; 25. januar 1894, død 13. januar 1949) var en finsk arkitekt og designer.

## Uddannelse
Aino Mandelin blev født i Helsingfors og gik på grundskole der. Hun tog arkitektuddannelse ved Teknillinen korkeakoulu (Helsinki tekniske højskole) i 1913-1920, og blandt en gruppe aktive kvinder som studerede arkitektur i Finland på 1910- og 20-tallet, hvilket var et usædvanligt karrierevalg for kvinder på dette tidspunkt. Derefter arbejdede hun i tre år på Oiva Kallios arkitektkontor. I 1923 flyttede hun til Jyväskylä, hvor hun begyndte at arbejde for arkitekten Gunnar Achilles Wahlroos.